# Józef Czepczyński

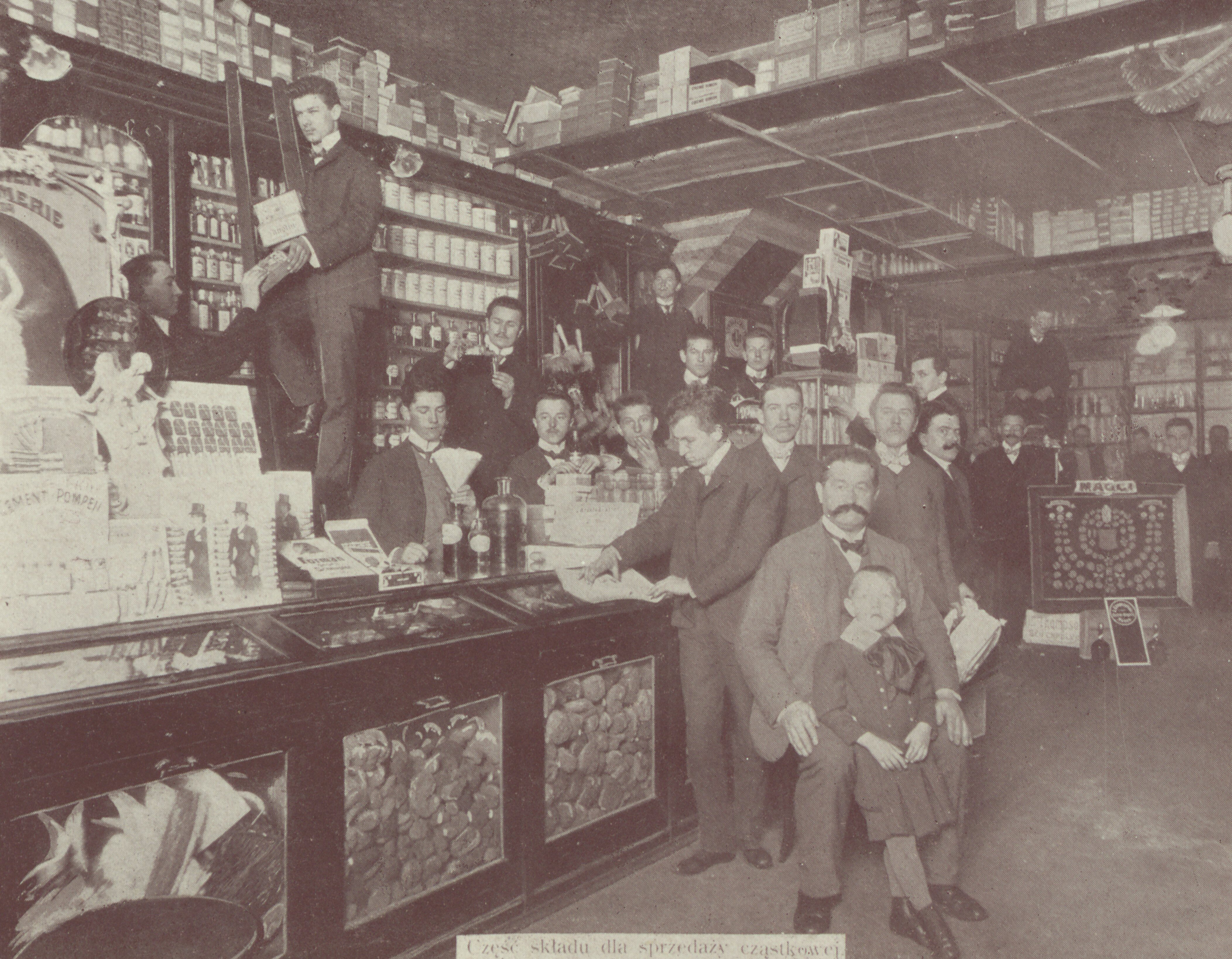
Część składu dla sprzedaży cząstkowej (Józef Czepczyński na pierwszym planie)

Józef Teodor Czepczyński (ur. 20 marca 1864 w Słomowie, zm. 23 marca 1939 w Poznaniu) – kupiec, przemysłowiec.

## Życiorys
Józef Teodor Czepczyński urodził się w Słomowie, a rodzicami byli Teodor, administrator ziemski, oraz Teofila z Cilskich. Był bratem Bolesława, Aleksandra, Marii i Teofili. Od 1879 do 1884 uczył się zawodu kupieckiego, będąc jednocześnie pracownikiem drogerii braci Skowrońskich, która mieściła się w Strzelnie. W późniejszym okresie wyjechał do Poznania, gdzie początkowo pracował jako pomocnik sklepowy, a później był kierownikiem hurtowni drogeryjnej Jasiński i Ołyński znajdującej się przy ul. św. Marcin. Po wejściu w 1892 w spółkę z B. Śniegockim i S. Wegnerem otworzył przy Starym Rynku 8 Drogerię Centralną, a także jej filię przy dzisiejszym pl. Wolności 10. W 1898 po rozdzieleniu się wspólników Czepczyński zatrzymał znajdujący się przy Starym Rynku sklep drogeryjny, który rozbudował oraz rozszerzył asortyment. W 1907 otrzymał również przy Grochowych Łąkach składnicę materiałów drogeryjnych, a w 1919 zrobił z niej Hurtownię Drogeryjną, która zaopatrywała w swoje towary drogerie na terenie Wielkopolski. W tym samym roku wspólnie z Janem Łuczakiem zakupił kompleks nieruchomości, który rozbudowano i powstał z nich pasaż „Apollo”, w którym znajdowały się 2 kina („Apollo” i „Metropolis”), hotel z miejscami dla 100 osób oraz restauracja. Do 1927 był właścicielem pasażu, a w roku następnym, żeby fabryka chemiczno-farmaceutyczna R. Barcikowski S.A. nie została przejęta przez Niemców, nabył większość akcji (85%). Od tej pory działalność kupiecko-handlową łączył z przemysłową. Firma R. Barcikowski, której przeważające udziały posiadał Czepczyński, założyła w Gdyni w roku 1933 oddział zamorski, a jego zadanie polegało na sortowaniu i przerabianiu ziół leczniczych, które przeznaczone były na eksport. Firma posiadała także swoje oddziały w Warszawie, Katowicach, Łodzi i we Lwowie oraz współpracowała z Uniwersytetem Poznańskim. W firmie było zatrudnionych 17 naukowców. W 1932 został właścicielem drogerii „Universum”, która mieściła się przy ul. Ratajczaka. Od 1919 do 1939 jego firma dzięki jakości towarów, handlowej ruchliwości, bogatemu asortymentowi oraz nowoczesności wyrobów, które sprzedawała zyskała popularność na terenie kraju oraz za granicą. Był także działaczem w różnych organizacjach społecznych między innymi: w Korporacji Kupców Chrześcijańskich, Związku Drogerzystów, Klubie Wioślarskim, Towarzystwie Gimnastycznym „Sokół” itp.
Zmarł w Poznaniu 23 marca 1939, a pochowano go na Cmentarzu Junikowskim.
Od 1897 jego żoną była Helena Czerniejewska, mieli troje dzieci: Teodora (ur. 1898), Marię (ur. 1900), Włodzimierza (ur. 1902).

## Ordery i odznaczenia
- Srebrny Krzyż Zasługi (11 listopada 1936)[2]